# NightCry
NightCry é um jogo survival horror de apontar e clicar em 3D que foi desenvolvido pela Nude Maker (empresa de Hifumi Kono,o criador do jogo Clock Tower). O seu lançamento foi em 29 de março de 2016. O jogo é intitulado como o sucessor espiritual da série de jogos Clock Tower e conta também com um vilão que utiliza tesouras gigantes.

## Enredo
O jogo tem como cenário um cruzeiro marítimo, dentro do navio há uma série de misteriosos assassinatos, a personagem principal do jogo terá que investigar a situação para evitar uma tragédia maior.

## Gameplay
NightCry é um jogo 3D de apontar e clicar em visão terceira pessoa, você pode movimentar os personagens clicando no cenário. O jogo tem finais alternativos que dependem do que o jogador faz durante o decorrer do jogo.

## Marketing
Primeiramente apresentado como Project Scissors, o jogo recebeu o título de NightCry, apareceu na página da campanha Kickstarter que pretende levantar fundos para a produção da versão para PC do jogo. Oficialmente o jogo será lançado para as plataformas móveis: PlayStation Vita, iOS e Android.
O diretor do filme The Grudge, Takashi Shimizu, produziu com seus próprios recursos um pequeno filme live-action de 12 minutos com o tema do jogo, ele também participou na concepção de NightCry.